# Rocca la Marchisa
Rocca la Marchisa – szczyt w Alpach Kotyjskich, części Alp Zachodnich. Leży w północno-zachodnich Włoszech w regionie Piemont, blisko granicy z Francją. Szczyt można zdobyć drogą z miejscowości Bellino przez schronisko Rifugio Melezè (1812 m). Góruje nad dolinami Valle Maira i Valle Varaita.